# Harold Brodkey
Harold Brodkey (ur. jako Aaron Roy Weintraub 25 października 1930 w Staunton, zm. 26 stycznia 1996 na Manhattanie) – amerykański powieściopisarz.
Wychował się w Missouri na przedmieściach St. Louis. Ukończył Harvard w 1952 roku, a potem zaczął karierę literacką, publikując opowiadania w "New Yorkerze" i innych czasopismach. Jego debiut, zbiór opowiadań First Love and Other Sorrows (1958), był powszechnie chwalony przez krytyków. W 1993 roku ogłosił w "New Yorkerze", że zachorował na AIDS. Powikłania tej choroby doprowadziły do jego śmierci. Napisał książkę This Wild Darkness o swojej walce z chorobą. Jego żoną do jego śmierci była powieściopisarka Ellen Brodkey.
Napisał 835-stronicową powieść The Runaway Soul (1991), o dzieciństwie przypominającego Brodkeya Wileya Silenowicza w St. Louis w latach 30., która powstawała od roku 1964, prawdopodobnie pierwsza część większej całości, która się jednak nie ukazała. Materiał do tej powieści był drukowany w latach 1963-88 jako opowiadania, zebrane w tom Stories in an Almost Classical Mode (1988), choć  w wersji końcowej nie został wykorzystany. Właściwie pisarz nie napisał nic więcej w tym czasie. Zarabiał na życie, pisząc scenariusze pilotów seriali dla NBC, nauczając na Cornell University. Druga powieść Brodkeya, Profane Friendship, została wydana w 1994 roku. Powieść The Runaway Soul została uznana raczej za niewypał. W przypadku innych książek pisano np., że jego "wychwalana proza mistyczna" jest nudna.

## Twórczość

### Zbiory opowiadań
- First Love and Other Sorrows (1958)
- Women and Angels (1985) (3 opowiadania, wszystkie później włączone do jego zbioru z 1988 roku).
- Stories in an Almost Classical Mode (1988)
- The World is the Home of Love and Death (1997)

### Powieści
- The Runaway Soul (1991)
- Profane Friendship (1994)

### Non-fiction
- This Wild Darkness: The Story of My Death (1996)
- My Venice (1998)
- Sea Battles on Dry Land: Essays (1999)